# عملية انتحارية

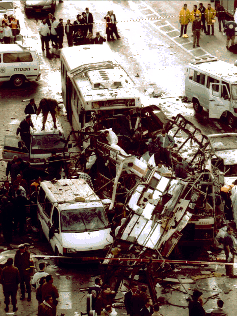
عملية تفجيرية عملية الباص رقم 18 في شارع يافا (1996) في شارع يافا، إسرائيل، التي قام بالتخطيط والتجهيز لها القائد القسامي محيي الدين الشريف.

عملية تفجيرية أو عملية انتحارية أو عملية استشهادية هي عملية عسكرية يقوم بها شخص ما أو مجموعة من الأشخاص تستحيل أو تكاد تنعدم معها إمكانية بقاء المنفذ أو المنفذين على قيد الحياة وذلك بهدف تحقيق أهداف معينة، كما تعد هجوما على هدف يعتزم المهاجم من ورائه قتل الآخرين أو التسبب في ضرر كبير، مع العلم أنه -أي منفذ الهجوم- يعلم بأنه على الأرجح سوف يموت في هذه العملية. بين عامي 1981 و2006، وقعت 1200 هجمات تفجيرية في جميع أنحاء العالم، تشكل 4٪ من جميع الهجمات التفجيربة ولكن 32٪ (14599 نسمة) من مجموع وفيات تتعلق بالإرهاب. 90٪ من هذه الهجمات وقعت في العراق وإسرائيل وأفغانستان ونيجيريا باكستان وسريلانكا.

## تاريخ
ذاع صيت العمليات الانتحارية أثناء الحرب العالمية الثانية عندما قام طيارون انتحاريون من اليابان بتفجير طائراتهم بتوجيهها إلى الأساطيل الأمريكية وكانت تعرف بعمليات الكاميكازي اليابانية وكذلك استعمل هذا الأسلوب من قبل الانفصاليين في سريلانكا الذين كانوا يعرفون بنمور التاميل بالإضافة إلى لبنان وفلسطين وبعض الجماعات المسلحة في العراق مؤخراً.
بعض المؤرخين يعتبرون قصة شمشون المذكورة بالعهد القديم في الإنجيل أقدم مثال على عملية انتحارية حيث أزاح شمشون بقوته الجبارة أعمدة المعبد الذي سقط على رأس الفلسطينيين فقتلوا وشمشون معهم. أخرون يرون أنها بدأت أثناء الحملات الصليبية حيث قامت سفينة تحمل فرساناً أطلق عليهم تسمية فرسان المعبد بالاصطدام مع سفينة للعرب المسلمين فقتل 140 فارساً مسيحياً مع أضعاف هذا العدد من المسلمين.
هناك أمثلة أخرى منها الحرب الفرنسية ـ الإسبانية (1785) وسنوات الحرب الأهلية في أسبانيا (1936-1939) ومواجهة فلاحي فيتنام للمحتلين الفرنسيين التي توجت بمعركة قلعة (رين بيان نو) عام 1954 والعمليات الانتحارية الجماعية التي كانت تحد من وصول المؤن والأسلحة إلى القوات الإنكليزية في الهند بحيث كانت تعترض مجموعة فدائية طرق سكة القطار.

## في الإسلام
نقل من الإجماع هي المسألة التي يسميها الفقهاء في كتبهم مسألة حمل الواحد على العدو الكثير، وأحياناً تسمى مسألة الانغماس في الصف، أو مسألة التغرير بالنفس في الجهاد، قال النووي: «فيه جواز الانغمار في الكفار والتعرض للشهادة وهو جائز بلا كراهة عند جماهير العلماء. اهـ» نقل ابن النحاس عن المهلب قوله: قد أجمعوا على جواز تقحم المهالك في الجهاد، ونقل عن الغزالي في الإحياء قوله: ولا خلاف في أن المسلم الواحد له أن يهجم على صف الكفار ويقاتل وإن علم أنه يقتل، ونقل النووي الاتفاق على التغرير بالنفس في الجهاد.
ونقل القرطبي في تفسيره جوازه عن بعض علماء المالكية - أي الحمل على العدو - حتى قال بعضهم: «إن حمل على المائة أو جملة العسكر ونحوه وعلم وغلب على ظنه أنه يقتل ولكن سينكي نكاية أو يؤثر أثراً ينتفع به المسلمون فجائز أيضاً» ونقل أيضاً عن محمد بن الحسن الشيباني قال: «لو حمل رجل واحد على الألف من المشركين وهو وحده لم يكن بذلك بأس إذا كان يطمع في نجاة أو نكاية في العدو.» ووجه الاستشهاد في مسألة الحمل على العدو العظيم وحده وكذا الانغماس في الصف وتغرير النفس وتعريضها للهلاك أنها منطبقة على مسألة المجاهد الذي غرر بنفسه وانغمس في تجمع الكفار وحده فأحدث فيهم القتل والإصابة والنكاية، وقد بدأت في الأونة الأخيرة وخاصة عندما بدأت بعض الفصائل في لبنان وفلسطين والعراق باستعمال هذا الأسلوب جدل ووجهات نظر مختلفة حول شرعية هذا العمليات وتسميتها.

### مؤيدون
أكد الإمام شيخ الأزهر، محمد سيد طنطاوي في كلية الإعلام جامعة القاهرة بأن «من يفجرون أنفسهم، من رجال المقاومة الفلسطينية في مواجهة الأعداء هم شهداء». كما أكد يوسف القرضاوي على حق المرأة في الإسهام في الجهاد. كما أيد «العمليات الاستشهادية» رئيس جامعة الأزهر السابق، أحمد الطيب، ومفتي القدس والديار الفلسطينية، الشيخ عكرمة صبري.
ويخلص الدكتور مسلم محمد جودت اليوسف مدير معهد المعارف لتخريج الدعاة في الفلبين سابقاً والباحث في الدراسات الفقهية القانونية إلى القول بأن: «كيف عبر البيان الإلهي على علة الحكم، فالمنتحر ينتحر عدواناً وظلماً، لا حباً بالله وجنته» أي أنه يفرق بين قتل النفس والمسمى انتحاراً وبين جواز الانتحار حباً بالله وطلباً لجنته ويطلب العدة من المسلمين للدفاع بأي شكل من الأشكال عن الهجمات التي يتعرض لها الإسلام فيقول: «إن الهجمة الشرسة على الإسلام والمسلمين وبلادهم من قبل أعداء الله تتطلب منا أن نعد العدد بكل أنواعها المادية والمعنوية لرد العدوان والتنكيل به وبمن يسير بركبه بكل ما وهبنا من قوة.
ولعل خير السبل لصد تلك الهجمات سبيل الجهاد سواء بالجهاد التقليدي، أو الجهاد المبتكر كالعمليات الاستشهادية التي يقوم بها صفوة شباب القوم بحيث يضع المجاهد بعض المتفجرات أو القنابل بحزام يحيط بها جسمه، أو يضعها في مركبة أو ما شابه، ثم يقتحم على الأعداء مقرهم أو مكان تجمعهم، ثم يقوم بتفجير تلك المتفجرات بقصد القضاء على العدو، ولو عن طريق التضحية الحتمية بنفسه والملاحظ على مثل هذه العمليات أن مصرع المجاهد إنما كان بفعل يديه وسلاحه، وإن كان هدفه الأصلي هو القضاء على العدو وعتاده.»[بحاجة لمصدر]

### أدلة من القرآن
- ومن الناس من يشري نفسه ابتغاء مرضات الله والله رؤوف بالعباد فإن الله أنزلها على من حمل على العدو الكثير وحده وغرر بنفسه في ذلك، كما قال عمر بن الخطاب وأبو أيوب الأنصاري وأبو هريرة.[8]
- إن الله اشترى من المؤمنين أنفسهم وأموالهم بأن لهم الجنة يقاتلون في سبيل الله فيقتلون ويُقتلون. قال ابن كثير: حمله الأكثرون على أنها نزلت في كل مجاهد في سبيل الله.
- واعدوا لهم ما استطعتم من قوة ومن رباط الخيل ترهبون به عدو الله وعدوكم
- وقال القرآن في الناقضين للعهود: فإما تثقفنهم في الحرب فشرد بهم من خلفهم لعلهم يذكرون، لكن المحرمين يفسرون تلك النصوص على الجهاد الشرعي ولا يرون أي علاقة بالتفجيرات الانتحارية.

### أدلة من السنة
حديث الغلام وقصته معروفة وهي في الصحيح، حيث دلهم على طريقة قتله فقتلوه شهيدا في سبيل الله، وهذا نوع من الجهاد، وحصل نفع عظيم ومصلحة للمسلمين حيث دخلت تلك البلاد في دين الله، إذ قالوا: آمنا برب الغلام، ووجه الدلالة من القصة أن هذا الغلام المجاهد غرر بنفسه وتسبب في ذهابها من أجل مصلحة المسلمين، فقد علّمهم كيف يقتلونه، بل لم يستطيعوا قتله إلا بطريقة هو دلهم عليها فكان متسبباً في قتل نفسه، لكن أُغتفر ذلك في باب الجهاد، ومثله المجاهد في العمليات الاستشهادية، فقد تسبب في ذهاب نفسه لمصلحة الجهاد. وهذا استشهاد بشرع من قبلنا مما يدل على ندرة النصوص المؤيدة.[بحاجة لمصدر]

### مواقف من السلف
ومافعل البراء بن مالك في معركة اليمامة، فإنه اُحتمل في تُرس على الرماح والقوة على العدو فقاتل حتى فتح الباب، ولم ينكر عليه أحد من الصحابة، وما فعل فهو مخاطرة بالنفس وليس قتلا لها، كما حمل سلمة ابن الأكوع والأخرم الأسدي وأبي قتادة وحدهم على عيينة بن حصن ومن معه، وقد أثنى الرسول محمد بن عبد الله صلى الله عليه وسلم فقال: خير رجّالتنا سلمة. قال ابن النحاس: وفي الحديث الصحيح الثابت: أدل دليل على جواز حمل الواحد على الجمع الكثير من العدو وحده وإن غلب على ظنه أنه يقتل إذا كان مخلصاً في طلب الشهادة كما فعل سلمة بن الأخرم الأسدي، وما فعله هشام بن عامر الأنصاري لما حمل بنفسه بين الصفين على العدو الكثير فأنكر عليه بعض الناس وقالوا: ألقى بنفسه إلى التهلكة، فرد عليهم عمر بن الخطاب وأبو هريرة وتليا قول القرآن ومن الناس من يشري نفسه ابتغاء مرضات الله.

### معارضون
قال الشيخ عبد العزيز بن عبد الله آل الشيخ، مفتي عام السعودية ورئيس هيئة كبار العلماء: